# Collegio elettorale di Caserta (Regno d'Italia)
Il collegio elettorale di Caserta è stato un collegio elettorale uninominale e di lista del Regno d'Italia per l'elezione della Camera dei deputati.

## Storia
Il collegio uninominale venne istituito, insieme ad altri 442, tramite regio decreto 17 dicembre 1860, n. 4513.
Successivamente divenne collegio plurinominale tramite regio decreto 24 settembre 1882, n. 999, in seguito alla riforma che stabilì complessivamente 135 collegi elettorali.
Tornò poi ad essere un collegio uninominale tramite regio decreto 14 giugno 1891, n. 280, in seguito alla riforma che stabilì complessivamente 508 collegi elettorali.
In seguito divenne un collegio con scrutinio di lista con sistema proporzionale tramite regio decreto 10 settembre 1919, n. 1576, in seguito alla riforma che definì 54 collegi elettorali.
Il numero di collegi fu ridotto tramite regio decreto 2 aprile 1921, n. 320, in seguito alla riforma che definì 40 collegi elettorali.
Fu soppresso definitivamente con l'istituzione del collegio unico nazionale tramite regio decreto del 13 dicembre 1923, n. 2694.
| Legislature           | VIII | IX   | X    | XI   | XII  | XIII | XIV  | XV   | XVI  | XVII | XVIII | XIX  | XX   | XXI  | XXII | XXIII | XXIV | XXV  | XXVI | XXVII | XXVIII | XXIX | XXX  |
| --------------------- | ---- | ---- | ---- | ---- | ---- | ---- | ---- | ---- | ---- | ---- | ----- | ---- | ---- | ---- | ---- | ----- | ---- | ---- | ---- | ----- | ------ | ---- | ---- |
| Elezioni              | 1861 | 1865 | 1867 | 1870 | 1874 | 1876 | 1880 | 1882 | 1886 | 1890 | 1892  | 1895 | 1897 | 1900 | 1904 | 1909  | 1913 | 1919 | 1921 | 1924  | 1929   | 1934 | 1939 |
| Deputati nel collegio | 1    | 1    | 1    | 1    | 1    | 1    | 1    | 5    | 5    | 5    | 1     | 1    | 1    | 1    | 1    | 1     | 1    | 13   | 13   |       |        |      |      |
|                       |      |      |      |      |      |      |      |      |      |      |       |      |      |      |      |       |      |      |      |       |        |      |      |
| Totale eletti         | 443  | 493  | 493  | 508  | 508  | 508  | 508  | 508  | 508  | 508  | 508   | 508  | 508  | 508  | 508  | 508   | 508  | 508  | 535  | 535   | 400    | 400  |      |
| Numero collegi        | 443  | 493  | 493  | 508  | 508  | 508  | 508  | 135  | 135  | 135  | 508   | 508  | 508  | 508  | 508  | 508   | 508  | 54   | 40   | 15    | 1      | 1    |      |

## Territorio
Nel 1919 Caserta divenne capoluogo del collegio comprendente l'intera provincia; nel 1921 l'estensione del collegio rimase inalterata.

## Dati elettorali
Nel collegio si svolsero elezioni per diciannove legislature.

### VIII legislatura
Le votazioni si svolsero in 443 collegi uninominali a doppio turno. Come previsto dalla legge elettorale del 17 dicembre 1860, era eletto al primo turno il candidato che «riunisce in suo favore più del terzo dei voti del total numero dei membri componenti il collegio e più della metà dei suffragi dati dai votanti presenti all'adunanza» (art. 91). Se nessun candidato era eletto, al ballottaggio tra i due candidati con più voti era eletto chi otteneva il maggior numero di voti (art. 92) o, in caso di ugual numero di voti, il maggiore d'età (art. 93).
| Partito                            | Partito                            | Candidato                          | Risultati 27 gennaio 1861 | Risultati 27 gennaio 1861 |
| Partito                            | Partito                            | Candidato                          | Voti                      | %                         |
| ---------------------------------- | ---------------------------------- | ---------------------------------- | ------------------------- | ------------------------- |
|                                    | —                                  | Beniamino Caso                     | 326                       | 89,07                     |
|                                    | —                                  | Francesco Saverio Correra          | 40                        | 10,93                     |
|                                    |                                    |                                    |                           |                           |
| Iscritti                           | Iscritti                           | Iscritti                           | 877                       | 100,00                    |
| ↳ Votanti (% su iscritti)          | ↳ Votanti (% su iscritti)          | ↳ Votanti (% su iscritti)          | 500                       | 57,01                     |
| ↳ Voti validi (% su votanti)       | ↳ Voti validi (% su votanti)       | ↳ Voti validi (% su votanti)       | 366                       | 73,20                     |
| ↳ Schede non valide (% su votanti) | ↳ Schede non valide (% su votanti) | ↳ Schede non valide (% su votanti) | 134                       | 26,80                     |
| ↳ Astenuti (% su iscritti)         | ↳ Astenuti (% su iscritti)         | ↳ Astenuti (% su iscritti)         | 377                       | 42,99                     |

### IX legislatura
Le votazioni si svolsero in 493 collegi uninominali a doppio turno con la stessa normativa precedente (al primo turno un numero di voti maggiore di un terzo degli iscritti al voto).
| Partito                            | Partito                            | Candidato                          | Primo turno 22 ottobre 1865 | Primo turno 22 ottobre 1865 | Ballottaggio 29 ottobre 1865 | Ballottaggio 29 ottobre 1865 |
| Partito                            | Partito                            | Candidato                          | Voti                        | %                           | Voti                         | %                            |
| ---------------------------------- | ---------------------------------- | ---------------------------------- | --------------------------- | --------------------------- | ---------------------------- | ---------------------------- |
|                                    | —                                  | Gennaro di San Donato              | 156                         | 45,09                       | 356                          | 98,34                        |
|                                    | —                                  | Pasquale Caruso                    | 113                         | 32,66                       | 6                            | 1,66                         |
|                                    | —                                  | Ottavio Cecaro                     | 77                          | 22,25                       |                              |                              |
|                                    |                                    |                                    |                             |                             |                              |                              |
| Iscritti                           | Iscritti                           | Iscritti                           | 752                         | 100,00                      | 752                          | 100,00                       |
| ↳ Votanti (% su iscritti)          | ↳ Votanti (% su iscritti)          | ↳ Votanti (% su iscritti)          | 453                         | 60,24                       | 368                          | 48,94                        |
| ↳ Voti validi (% su votanti)       | ↳ Voti validi (% su votanti)       | ↳ Voti validi (% su votanti)       | 346                         | 76,38                       | 362                          | 98,37                        |
| ↳ Schede non valide (% su votanti) | ↳ Schede non valide (% su votanti) | ↳ Schede non valide (% su votanti) | 107                         | 23,62                       | 6                            | 1,63                         |
| ↳ Astenuti (% su iscritti)         | ↳ Astenuti (% su iscritti)         | ↳ Astenuti (% su iscritti)         | 299                         | 39,76                       | 384                          | 51,06                        |

Il deputato Gennaro di San Donato il 1º dicembre 1865 optò per il collegio Napoli VII e fu indetta un'elezione suppletiva per il 31 dicembre 1865.
| Partito                            | Partito                            | Candidato                          | Primo turno 31 dicembre 1865 | Primo turno 31 dicembre 1865 | Ballottaggio 7 gennaio 1866 | Ballottaggio 7 gennaio 1866 |
| Partito                            | Partito                            | Candidato                          | Voti                         | %                            | Voti                        | %                           |
| ---------------------------------- | ---------------------------------- | ---------------------------------- | ---------------------------- | ---------------------------- | --------------------------- | --------------------------- |
|                                    | —                                  | Jacopo Comin                       | 71                           | 29,96                        | 220                         | 52,63                       |
|                                    | —                                  | Alessandro De Sterlich             | 100                          | 42,19                        | 198                         | 47,37                       |
|                                    | —                                  | Raffaele Fioretti                  | 66                           | 27,85                        |                             |                             |
|                                    |                                    |                                    |                              |                              |                             |                             |
| Iscritti                           | Iscritti                           | Iscritti                           | 752                          | 100,00                       | 752                         | 100,00                      |
| ↳ Votanti (% su iscritti)          | ↳ Votanti (% su iscritti)          | ↳ Votanti (% su iscritti)          | 300                          | 39,89                        | 436                         | 57,98                       |
| ↳ Voti validi (% su votanti)       | ↳ Voti validi (% su votanti)       | ↳ Voti validi (% su votanti)       | 237                          | 79,00                        | 418                         | 95,87                       |
| ↳ Schede non valide (% su votanti) | ↳ Schede non valide (% su votanti) | ↳ Schede non valide (% su votanti) | 63                           | 21,00                        | 18                          | 4,13                        |
| ↳ Astenuti (% su iscritti)         | ↳ Astenuti (% su iscritti)         | ↳ Astenuti (% su iscritti)         | 452                          | 60,11                        | 316                         | 42,02                       |

### X legislatura
Le votazioni si svolsero in 493 collegi uninominali a doppio turno con la stessa normativa precedente (al primo turno un numero di voti maggiore di un terzo degli iscritti al voto).
| Partito                            | Partito                            | Candidato                          | Risultati 10 marzo 1867 | Risultati 10 marzo 1867 |
| Partito                            | Partito                            | Candidato                          | Voti                    | %                       |
| ---------------------------------- | ---------------------------------- | ---------------------------------- | ----------------------- | ----------------------- |
|                                    | —                                  | Jacopo Comin                       | 292                     | 70,70                   |
|                                    | —                                  | Alessandro De Sterlich             | 121                     | 29,30                   |
|                                    |                                    |                                    |                         |                         |
| Iscritti                           | Iscritti                           | Iscritti                           | 788                     | 100,00                  |
| ↳ Votanti (% su iscritti)          | ↳ Votanti (% su iscritti)          | ↳ Votanti (% su iscritti)          | 422                     | 53,55                   |
| ↳ Voti validi (% su votanti)       | ↳ Voti validi (% su votanti)       | ↳ Voti validi (% su votanti)       | 413                     | 97,87                   |
| ↳ Schede non valide (% su votanti) | ↳ Schede non valide (% su votanti) | ↳ Schede non valide (% su votanti) | 9                       | 2,13                    |
| ↳ Astenuti (% su iscritti)         | ↳ Astenuti (% su iscritti)         | ↳ Astenuti (% su iscritti)         | 366                     | 46,45                   |

### XI legislatura
Le votazioni si svolsero in 508 collegi uninominali a doppio turno con la normativa del 1860 (al primo turno un numero di voti maggiore di un terzo degli iscritti al voto).
| Partito                            | Partito                            | Candidato                          | Primo turno 20 novembre 1870 | Primo turno 20 novembre 1870 | Ballottaggio 27 novembre 1870 | Ballottaggio 27 novembre 1870 |
| Partito                            | Partito                            | Candidato                          | Voti                         | %                            | Voti                          | %                             |
| ---------------------------------- | ---------------------------------- | ---------------------------------- | ---------------------------- | ---------------------------- | ----------------------------- | ----------------------------- |
|                                    | —                                  | Nicole Santamaria                  | 178                          | 34,50                        | 356                           | 59,14                         |
|                                    | —                                  | Jacopo Comin                       | 170                          | 32,95                        | 246                           | 40,86                         |
|                                    | —                                  | Giuseppe Orfano                    | 168                          | 32,56                        |                               |                               |
|                                    |                                    |                                    |                              |                              |                               |                               |
| Iscritti                           | Iscritti                           | Iscritti                           | 842                          | 100,00                       | 842                           | 100,00                        |
| ↳ Votanti (% su iscritti)          | ↳ Votanti (% su iscritti)          | ↳ Votanti (% su iscritti)          | 578                          | 68,65                        | 610                           | 72,45                         |
| ↳ Voti validi (% su votanti)       | ↳ Voti validi (% su votanti)       | ↳ Voti validi (% su votanti)       | 516                          | 89,27                        | 602                           | 98,69                         |
| ↳ Schede non valide (% su votanti) | ↳ Schede non valide (% su votanti) | ↳ Schede non valide (% su votanti) | 62                           | 10,73                        | 8                             | 1,31                          |
| ↳ Astenuti (% su iscritti)         | ↳ Astenuti (% su iscritti)         | ↳ Astenuti (% su iscritti)         | 264                          | 31,35                        | 232                           | 27,55                         |

### XII legislatura
Le votazioni si svolsero in 508 collegi uninominali a doppio turno con la normativa del 1860 (al primo turno un numero di voti maggiore di un terzo degli iscritti al voto).
| Partito                            | Partito                            | Candidato                          | Risultati 8 novembre 1874 | Risultati 8 novembre 1874 |
| Partito                            | Partito                            | Candidato                          | Voti                      | %                         |
| ---------------------------------- | ---------------------------------- | ---------------------------------- | ------------------------- | ------------------------- |
|                                    | —                                  | Jacopo Comin                       | 448                       | 51,61                     |
|                                    | —                                  | Nicola Santamaria                  | 420                       | 48,39                     |
|                                    |                                    |                                    |                           |                           |
| Iscritti                           | Iscritti                           | Iscritti                           | 1 120                     | 100,00                    |
| ↳ Votanti (% su iscritti)          | ↳ Votanti (% su iscritti)          | ↳ Votanti (% su iscritti)          | 891                       | 79,55                     |
| ↳ Voti validi (% su votanti)       | ↳ Voti validi (% su votanti)       | ↳ Voti validi (% su votanti)       | 868                       | 97,42                     |
| ↳ Schede non valide (% su votanti) | ↳ Schede non valide (% su votanti) | ↳ Schede non valide (% su votanti) | 23                        | 2,58                      |
| ↳ Astenuti (% su iscritti)         | ↳ Astenuti (% su iscritti)         | ↳ Astenuti (% su iscritti)         | 229                       | 20,45                     |

### XIII legislatura
Le votazioni si svolsero in 508 collegi uninominali a doppio turno con la normativa del 1860 (al primo turno un numero di voti maggiore di un terzo degli iscritti al voto).
| Partito                            | Partito                            | Candidato                          | Risultati 5 novembre 1876 | Risultati 5 novembre 1876 |
| Partito                            | Partito                            | Candidato                          | Voti                      | %                         |
| ---------------------------------- | ---------------------------------- | ---------------------------------- | ------------------------- | ------------------------- |
|                                    | —                                  | Jacopo Comin                       | 634                       | 66,81                     |
|                                    | —                                  | Rodolfo Englen                     | 315                       | 33,19                     |
|                                    |                                    |                                    |                           |                           |
| Iscritti                           | Iscritti                           | Iscritti                           | 1 204                     | 100,00                    |
| ↳ Votanti (% su iscritti)          | ↳ Votanti (% su iscritti)          | ↳ Votanti (% su iscritti)          | 972                       | 80,73                     |
| ↳ Voti validi (% su votanti)       | ↳ Voti validi (% su votanti)       | ↳ Voti validi (% su votanti)       | 949                       | 97,63                     |
| ↳ Schede non valide (% su votanti) | ↳ Schede non valide (% su votanti) | ↳ Schede non valide (% su votanti) | 23                        | 2,37                      |
| ↳ Astenuti (% su iscritti)         | ↳ Astenuti (% su iscritti)         | ↳ Astenuti (% su iscritti)         | 232                       | 19,27                     |

### XIV legislatura
Le votazioni si svolsero in 508 collegi uninominali a doppio turno con la normativa del 1860 (al primo turno un numero di voti maggiore di un terzo degli iscritti al voto).
| Partito                            | Partito                            | Candidato                          | Risultati 16 maggio 1880 | Risultati 16 maggio 1880 |
| Partito                            | Partito                            | Candidato                          | Voti                     | %                        |
| ---------------------------------- | ---------------------------------- | ---------------------------------- | ------------------------ | ------------------------ |
|                                    | —                                  | Jacopo Comin                       | 433                      | 50,88                    |
|                                    | —                                  | Rodolfo Englen                     | 418                      | 49,12                    |
|                                    |                                    |                                    |                          |                          |
| Iscritti                           | Iscritti                           | Iscritti                           | 1 126                    | 100,00                   |
| ↳ Votanti (% su iscritti)          | ↳ Votanti (% su iscritti)          | ↳ Votanti (% su iscritti)          | 874                      | 77,62                    |
| ↳ Voti validi (% su votanti)       | ↳ Voti validi (% su votanti)       | ↳ Voti validi (% su votanti)       | 851                      | 97,37                    |
| ↳ Schede non valide (% su votanti) | ↳ Schede non valide (% su votanti) | ↳ Schede non valide (% su votanti) | 23                       | 2,63                     |
| ↳ Astenuti (% su iscritti)         | ↳ Astenuti (% su iscritti)         | ↳ Astenuti (% su iscritti)         | 252                      | 22,38                    |

Nella seduta del 3 luglio 1880 la Camera annullò la proclamazione fatta dall'ufficio principale in persona dell'onorevole Englen (al quale si erano attribuiti voti 124 contro 404 a Comin) proclamando in sua vece l'onorevole Comin, e convalidandone l'elezione.

### XV legislatura
Le votazioni si svolsero in 135 collegi plurinominali a doppio turno. Come previsto dalla legge elettorale politica del 24 settembre 1882, erano eletti al primo turno i candidati che «hanno ottenuto il maggior numero di voti, purché questo numero oltrepassi l'ottavo del numero degli elettori iscritti» (art. 74) secondo il numero di deputati previsto per il collegio; se il numero di eletti era inferiore al numero di deputati, il ballottaggio era tra i non eletti (in numero doppio rispetto ai deputati ancora da eleggere) che avevano il maggior numero di voti (art. 75) ed era eletto chi otteneva il maggior numero di voti nella seconda votazione (art. 77) oppure, in caso di ugual numero di voti, il maggiore d'età (art. 78).
| Partito                    | Partito                    | Candidato                  | Risultati 29 ottobre 1882 | Risultati 29 ottobre 1882 |
| Partito                    | Partito                    | Candidato                  | Voti                      | %                         |
| -------------------------- | -------------------------- | -------------------------- | ------------------------- | ------------------------- |
|                            | —                          | Augusto Pierantoni         | 5 222                     | 46,36                     |
|                            | —                          | Mariano Semmola            | 4 372                     | 38,81                     |
|                            | —                          | Gaspare Cocozza            | 3 990                     | 35,42                     |
|                            | —                          | Jacopo Comin               | 3 650                     | 32,40                     |
|                            | —                          | Filippo Teti               | 3 438                     | 30,52                     |
|                            | —                          | Francesco Montagna         | 3 109                     | 27,60                     |
|                            | —                          | Gabriele Ravelli           | 3 051                     | 27,09                     |
|                            | —                          | Carlo Pulerano             | 3 037                     | 26,96                     |
|                            | —                          | Davide Borrelli            | 2 603                     | 23,11                     |
|                            | —                          | Nicola Santamaria          | 1 446                     | 12,84                     |
|                            | —                          | Francesco Siciliani        | 1 365                     | 12,12                     |
|                            | —                          | Carlo Carfora              | 832                       | 7,39                      |
|                            | —                          | Michele Torraca            | 373                       | 3,31                      |
|                            | —                          | Gennaro D'Alessandro       | 210                       | 1,86                      |
|                            | —                          | Errico Molfino             | 102                       | 0,91                      |
|                            |                            |                            |                           |                           |
| Iscritti                   | Iscritti                   | Iscritti                   | 15 615                    | 100,00                    |
| ↳ Votanti (% su iscritti)  | ↳ Votanti (% su iscritti)  | ↳ Votanti (% su iscritti)  | 11 264                    | 72,14                     |
| ↳ Astenuti (% su iscritti) | ↳ Astenuti (% su iscritti) | ↳ Astenuti (% su iscritti) | 4 351                     | 27,86                     |

Il deputato PIerantoni fu nominato senatore il 25 novembre 1883 e fu indetta un'elezione suppletiva per il 16 dicembre 1883.
| Partito                            | Partito                            | Candidato                          | Risultati 16 dicembre 1883 | Risultati 16 dicembre 1883 |
| Partito                            | Partito                            | Candidato                          | Voti                       | %                          |
| ---------------------------------- | ---------------------------------- | ---------------------------------- | -------------------------- | -------------------------- |
|                                    | —                                  | Davide Borrelli                    | 4 308                      | 40,91                      |
|                                    | —                                  | Francesco Montagna                 | 4 201                      | 39,90                      |
|                                    | —                                  | Alessandro Novelli                 | 2 021                      | 19,19                      |
|                                    |                                    |                                    |                            |                            |
| Iscritti                           | Iscritti                           | Iscritti                           | 17 593                     | 100,00                     |
| ↳ Votanti (% su iscritti)          | ↳ Votanti (% su iscritti)          | ↳ Votanti (% su iscritti)          | 10 976                     | 62,39                      |
| ↳ Voti validi (% su votanti)       | ↳ Voti validi (% su votanti)       | ↳ Voti validi (% su votanti)       | 10 530                     | 95,94                      |
| ↳ Schede non valide (% su votanti) | ↳ Schede non valide (% su votanti) | ↳ Schede non valide (% su votanti) | 446                        | 4,06                       |
| ↳ Astenuti (% su iscritti)         | ↳ Astenuti (% su iscritti)         | ↳ Astenuti (% su iscritti)         | 6 617                      | 37,61                      |

### XVI legislatura
Le votazioni si svolsero in 135 collegi plurinominali a doppio turno con la normativa del 1882 (al primo turno un numero di voti maggiore di un ottavo degli iscritti al voto).
| Partito                    | Partito                    | Candidato                  | Risultati | Risultati |
| Partito                    | Partito                    | Candidato                  | Voti      | %         |
| -------------------------- | -------------------------- | -------------------------- | --------- | --------- |
|                            | —                          | Davide Borrelli            | 5 876     | 47,71     |
|                            | —                          | Filippo Teti               | 5 604     | 45,50     |
|                            | —                          | Jacopo Comin               | 5 595     | 45,43     |
|                            | —                          | Gaspare Cocozza            | 5 509     | 44,73     |
|                            | —                          | Alessandro Novelli         | 5 348     | 43,42     |
|                            | —                          | Francesco Montagna         | 5 262     | 42,72     |
|                            | —                          | Giuseppe Lazzaro           | 2 129     | 17,29     |
|                            | —                          | Antonio De Simone          | 1 209     | 9,82      |
|                            | —                          | Giuseppe Semmola           | 911       | 7,40      |
|                            | —                          | Antonio Rispoli            | 689       | 5,59      |
|                            |                            |                            |           |           |
| Iscritti                   | Iscritti                   | Iscritti                   | 17 345    | 100,00    |
| ↳ Votanti (% su iscritti)  | ↳ Votanti (% su iscritti)  | ↳ Votanti (% su iscritti)  | 12 316    | 71,01     |
| ↳ Astenuti (% su iscritti) | ↳ Astenuti (% su iscritti) | ↳ Astenuti (% su iscritti) | 5 029     | 28,99     |

Nella relazione sopra questa elezione la Giunta per la verificazione dei poteri pur attribuendo al candidato Montagna altri 19 voti che l'ufficio della sezione di Macerata gli aveva tolti perché senza l'indicazione della paternità (il che non era richiesto dalla legge) ritenne non doversi annullare il risultato della sezione di San Leucio ove era irregolarmente indicata l'ora della chiusura della votazione, considerando ciò come errore materiale quando non vi sono proteste in merito inserite nel verbale. Ritenne altresì non doversi computare a Francesco Montagna 38 voti che il verbale della 2 sezione di Caserta attribuiva a Lorenzo Montagna, fratello del candidato, e propose la convalidazione dell'elezione dell'onorevole Novelli, che la Camera approvò il 2 luglio 1896. Con altra relazione la Giunta stessa riferì su di una petizione, annunziata alla Camera il 22 aprile 1887, del signor Montagna, il quale chiedeva: 1° Che la Camera dei deputati revocasse la convalidazione dell'elezione di Alessandro Novelli nel I collegio di Caserta perché essendo stato dalla Camera di Consiglio del tribunale di Santa Maria Capua Vetere riconosciuto falso uno dei verbali (quello della seconda sezione di Caserta), per l'elezione dei deputati del 23 maggio 1886, la maggioranza del voti non fu più per Novelli ma per Francesco Montagna; 2° Che la Camera reintegrasse il suo diritto sostituendolo al Novelli. La Giunta ritenne non trattarsi nel caso speciale di un errore di calcolo ma di un vero errore di fatto il cui giudizio non può essere che vario e spesse volte, per non dire sempre, controverso. però propose, e la Camera approvo il 1° giugno 1887, l'ordine del giorno puro e semplice sulla avanzata petizione.

### XVII legislatura
Le votazioni si svolsero in 135 collegi plurinominali a doppio turno con la normativa del 1882 (al primo turno un numero di voti maggiore di un ottavo degli iscritti al voto).
| Partito                    | Partito                    | Candidato                  | Risultati 23 novembre 1890 | Risultati 23 novembre 1890 |
| Partito                    | Partito                    | Candidato                  | Voti                       | %                          |
| -------------------------- | -------------------------- | -------------------------- | -------------------------- | -------------------------- |
|                            | —                          | Jacopo Comin               | 6 861                      | 54,69                      |
|                            | —                          | Francesco Montagna         | 6 084                      | 48,49                      |
|                            | —                          | Giuseppe Semmola           | 5 318                      | 42,39                      |
|                            | —                          | Davide Borrelli            | 4 397                      | 35,05                      |
|                            | —                          | Gaspare Cocozza            | 4 304                      | 34,31                      |
|                            | —                          | Filippo Teti               | 3 532                      | 28,15                      |
|                            | —                          | Edoardo Scarfoglio         | 3 440                      | 27,42                      |
|                            | —                          | Giuseppe Antinori          | 2 135                      | 17,02                      |
|                            | —                          | Giuseppe Lazzaro           | 2 113                      | 16,84                      |
|                            | —                          | Ferdinando Marzocchi       | 1 667                      | 13,29                      |
|                            | —                          | Alessandro Novelli         | 1 483                      | 11,82                      |
|                            | —                          | Antonio De Simone          | 697                        | 5,56                       |
|                            |                            |                            |                            |                            |
| Iscritti                   | Iscritti                   | Iscritti                   | 17 680                     | 100,00                     |
| ↳ Votanti (% su iscritti)  | ↳ Votanti (% su iscritti)  | ↳ Votanti (% su iscritti)  | 12 546                     | 70,96                      |
| ↳ Astenuti (% su iscritti) | ↳ Astenuti (% su iscritti) | ↳ Astenuti (% su iscritti) | 5 134                      | 29,04                      |

### XVIII legislatura
Le votazioni si svolsero in 508 collegi uninominali a doppio turno. Come previsto dalla legge elettorale politica del 28 giugno 1892, era eletto al primo turno il candidato che «ha ottenuto un numero di voti maggiore del sesto del numero totale degli elettori iscritti nella lista del collegio e più della metà dei suffragi dati dai votanti» escludendo le schede nulle (art. 74). Se nessun candidato era eletto, al ballottaggio tra i due candidati con più voti (art. 75) era eletto chi otteneva il maggior numero di voti oppure, in caso di ugual numero di voti, il maggiore d'età (art. 77).
| Partito                            | Partito                            | Candidato                          | Primo turno 6 novembre 1892 | Primo turno 6 novembre 1892 | Ballottaggio 13 novembre 1892 | Ballottaggio 13 novembre 1892 |
| Partito                            | Partito                            | Candidato                          | Voti                        | %                           | Voti                          | %                             |
| ---------------------------------- | ---------------------------------- | ---------------------------------- | --------------------------- | --------------------------- | ----------------------------- | ----------------------------- |
|                                    | —                                  | Jacopo Comin                       | 1 616                       | 49,48                       | 1 715                         | 50,88                         |
|                                    | —                                  | Giuseppe Coppola Picazio           | 1 650                       | 50,52                       | 1 656                         | 49,12                         |
|                                    |                                    |                                    |                             |                             |                               |                               |
| Iscritti                           | Iscritti                           | Iscritti                           | 4 361                       | 100,00                      | 4 361                         | 100,00                        |
| ↳ Votanti (% su iscritti)          | ↳ Votanti (% su iscritti)          | ↳ Votanti (% su iscritti)          | 3 415                       | 78,31                       | 3 541                         | 81,20                         |
| ↳ Voti validi (% su votanti)       | ↳ Voti validi (% su votanti)       | ↳ Voti validi (% su votanti)       | 3 266                       | 95,64                       | 3 371                         | 95,20                         |
| ↳ Schede non valide (% su votanti) | ↳ Schede non valide (% su votanti) | ↳ Schede non valide (% su votanti) | 149                         | 4,36                        | 170                           | 4,80                          |
| ↳ Astenuti (% su iscritti)         | ↳ Astenuti (% su iscritti)         | ↳ Astenuti (% su iscritti)         | 946                         | 21,69                       | 820                           | 18,80                         |

Contro questa elezione sorsero proteste, affermandosi arbitraria la proclamazione fatta di ballottaggio dell'assemblea dei presidenti, mentre invece si sarebbe dovuto, secondo i risultati dello spoglio dei voti delle singole sezioni, proclamare fin dalla prima votazione eletto Giuseppe Coppola Picazio, candidato che non solo aveva superato di 110 voti il suo avversario, ma aveva superato anche il numero legale voluto dalla legge per essere proclamato eletto. La Giunta delle elezioni avendo notato l'esistenza di altri elettori aventi lo stesso nome e cognome del candidato Coppola Picazio, ritenne legittima e giusta la proclamazione del ballottaggio e la Camera convalidò l'elezione del deputato Comin il 25 febbraio 1893.

### XIX legislatura
Le votazioni si svolsero in 508 collegi uninominali a doppio turno con la normativa del 1892 (al primo turno un numero di voti maggiore di un sesto degli iscritti al voto).
| Partito                            | Partito                            | Candidato                          | Risultati 26 maggio 1895 | Risultati 26 maggio 1895 |
| Partito                            | Partito                            | Candidato                          | Voti                     | %                        |
| ---------------------------------- | ---------------------------------- | ---------------------------------- | ------------------------ | ------------------------ |
|                                    | —                                  | Raffaele Leonetti                  | 1 903                    | 73,85                    |
|                                    | —                                  | Alfonso Ruggiero                   | 674                      | 26,15                    |
|                                    |                                    |                                    |                          |                          |
| Iscritti                           | Iscritti                           | Iscritti                           | 3 326                    | 100,00                   |
| ↳ Votanti (% su iscritti)          | ↳ Votanti (% su iscritti)          | ↳ Votanti (% su iscritti)          | 2 610                    | 78,47                    |
| ↳ Voti validi (% su votanti)       | ↳ Voti validi (% su votanti)       | ↳ Voti validi (% su votanti)       | 2 577                    | 98,74                    |
| ↳ Schede non valide (% su votanti) | ↳ Schede non valide (% su votanti) | ↳ Schede non valide (% su votanti) | 33                       | 1,26                     |
| ↳ Astenuti (% su iscritti)         | ↳ Astenuti (% su iscritti)         | ↳ Astenuti (% su iscritti)         | 716                      | 21,53                    |

### XX legislatura
Le votazioni si svolsero in 508 collegi uninominali a doppio turno con la normativa del 1892 (al primo turno un numero di voti maggiore di un sesto degli iscritti al voto).
| Partito                            | Partito                            | Candidato                          | Risultati 21 marzo 1897 | Risultati 21 marzo 1897 |
| Partito                            | Partito                            | Candidato                          | Voti                    | %                       |
| ---------------------------------- | ---------------------------------- | ---------------------------------- | ----------------------- | ----------------------- |
|                                    | —                                  | Raffaele Leonetti                  | 2 046                   | 98,70                   |
|                                    | —                                  | Voti dispersi                      | 27                      | 1,30                    |
|                                    |                                    |                                    |                         |                         |
| Iscritti                           | Iscritti                           | Iscritti                           | 3 197                   | 100,00                  |
| ↳ Votanti (% su iscritti)          | ↳ Votanti (% su iscritti)          | ↳ Votanti (% su iscritti)          | 2 128                   | 66,56                   |
| ↳ Voti validi (% su votanti)       | ↳ Voti validi (% su votanti)       | ↳ Voti validi (% su votanti)       | 2 073                   | 97,42                   |
| ↳ Schede non valide (% su votanti) | ↳ Schede non valide (% su votanti) | ↳ Schede non valide (% su votanti) | 55                      | 2,58                    |
| ↳ Astenuti (% su iscritti)         | ↳ Astenuti (% su iscritti)         | ↳ Astenuti (% su iscritti)         | 1 069                   | 33,44                   |

### XXI legislatura
Le votazioni si svolsero in 508 collegi uninominali a doppio turno con la normativa del 1892 (al primo turno un numero di voti maggiore di un sesto degli iscritti al voto).

### XXII legislatura
Le votazioni si svolsero in 508 collegi uninominali a doppio turno con la normativa del 1892 (al primo turno un numero di voti maggiore di un sesto degli iscritti al voto).

### XXIII legislatura
Le votazioni si svolsero in 508 collegi uninominali a doppio turno con la normativa del 1892 (al primo turno un numero di voti maggiore di un sesto degli iscritti al voto).

### XXIV legislatura
Le votazioni si svolsero negli stessi 508 collegi uninominali già esistenti ma, come previsto dal regio decreto del 26 giugno 1913, era eletto al primo turno il candidato che «ha ottenuto un numero di voti maggiore del decimo del numero totale degli elettori del collegio e più della metà dei suffragi dati dai votanti» escludendo le schede nulle (art. 91). Se nessun candidato era eletto, al ballottaggio tra i due candidati con più voti (art. 92) era eletto chi otteneva il maggior numero di voti oppure, in caso di ugual numero di voti, il maggiore d'età (art. 93).

### XXV legislatura
Le votazioni si svolsero in 54 collegi di lista. Come previsto dal regio decreto del 2 settembre 1919, il numero di eletti per ogni lista era calcolato sulla base dei voti di lista e sul numero di voti dei candidati al di fuori della propria lista; la graduatoria tra i candidati era calcolata sommando i voti di lista e i propri voti di preferenza sia nella lista sia fuori dalla lista (art. 84).

### XXVI legislatura
Le votazioni si svolsero in 40 collegi (39 di lista e uno uninominale) con la normativa del 1919 che per i collegi di lista stabiliva il numero di eletti per ogni lista sulla base dei voti di lista e sul numero di voti dei candidati al di fuori della propria lista.
| Partito                            | Partito                            | Risultati 15 maggio 1921 | Risultati 15 maggio 1921 | Risultati 15 maggio 1921 | Seggi | Seggi |
| Partito                            | Partito                            | Voti                     | %                        | ±                        | Num   | ±     |
| ---------------------------------- | ---------------------------------- | ------------------------ | ------------------------ | ------------------------ | ----- | ----- |
|                                    | Democratico liberale               | 48 638                   | 35,78                    | n.d.                     | 5     | n.d.  |
|                                    | Fascio democratico                 | 31 094                   | 22,87                    | n.d.                     | 3     | n.d.  |
|                                    | Democratico sociale                | 24 581                   | 18,08                    | n.d.                     | 2     | n.d.  |
|                                    | Popolare italiano                  | 20 883                   | 15,36                    | n.d.                     | 2     | n.d.  |
|                                    | Socialista ufficiale               | 10 745                   | 7,90                     | n.d.                     | 1     | n.d.  |
|                                    | Comunista                          | 0                        | 0,00                     | n.d.                     | 0     | n.d.  |
|                                    |                                    |                          |                          |                          |       |       |
| Iscritti                           | Iscritti                           | 266 650                  | 100,00                   |                          |       |       |
| ↳ Votanti (% su iscritti)          | ↳ Votanti (% su iscritti)          | 136 991                  | 51,37                    | n.d.                     |       |       |
| ↳ Voti validi (% su votanti)       | ↳ Voti validi (% su votanti)       | 135 941                  | 99,23                    |                          |       |       |
| ↳ Schede non valide (% su votanti) | ↳ Schede non valide (% su votanti) | 1 050                    | 0,77                     |                          |       |       |
| ↳ Astenuti (% su iscritti)         | ↳ Astenuti (% su iscritti)         | 129 659                  | 48,63                    |                          |       |       |

| Eletti | Eletti              |
| ------ | ------------------- |
|        | Achille Visocchi    |
|        | Giuseppe Bonocore   |
|        | Fulco Tosti         |
|        | Teodoro Morisani    |
|        | Paolo Greco         |
|        | Antonio Casertano   |
|        | Gaetano Ciocchi     |
|        | Giovanni Persico    |
|        | Alberto Beneduce    |
|        | Basilio Mazzarella  |
|        | Aristide Carapelle  |
|        | Clemente Piscitelli |
|        | Vittorio Lollini    |